# جون ر. فرنسيس
جون ر. فرنسيس (بالإنجليزية: John R. Holman) هو جامع طوابع بريطاني، ولد في 4 فبراير 1950، وتوفي في 10 يونيو 2017.
كان جون ريتشارد هولمان يشغل منصب رئيس تحرير النشرة البريطانية لهواة جمع الطوابع البريدية من عام 1988 إلى عام 2010، وزميل الجمعية الملكية لهواة جمع الطوابع في لندن.
كان هولمان من هواة جمع الطوابع منذ عام 1957، وتشمل اهتماماته في جمع طوابع البريد  البريطانية الخاصة والقرطاسية البريدية والملصقات البريدية والعلامات البريدية والبريد الحكومي. وكان مؤلف سلسلة "الجامع الجديد" التي طال أمدها وشاع صيتها في مجلة غيبونز الشهرية للطوابع.
كان هولمان موظفًا حكوميًا سابقًا وموظفًا سابقًا لدى تاجر الطوابع ستانلي غيبونز. وكان ابن عمهِ ديفيد بيتش، أمين مجموعة طوابع البريد في المكتبة البريطانية.